# たま ナゴムコレクション
『たま ナゴムコレクション』は、たまのベスト・アルバム。2005年8月24日に発売された。

## 概要
メジャーデビュー前に所属していたインディーズレーベル「ナゴムレコード」より発売されたシングル盤「でんご」とLP盤『しおしお』の全収録曲に、オムニバスアルバム『おまつり ナゴムオムニバスIII』収録の「さよなら人類」を追加収録したバンド黎明期を知る事が出来るベストアルバムである。マスターテープが現存していないことから、ナゴムレコード主宰のケラ（現芸名：ケラリーノ・サンドロヴィッチ）が所持するオリジナルレコード盤からマスターテープが作られている。しかし、『おまつり ナゴムオムニバスIII』はCD盤も出ているので「さよなら人類」だけはCDからマスターテープが作られたと思われるが、詳細が分からないので推測の域を出ない。
また、2000年にCDで再発された「でんご」のボーナストラックである自主制作カセット「たまてばこ」の全曲と、「しおしお」のボーナストラックである自主制作カセット『たゆたひ』収録の「金魚鉢」は、未収録となっている。
収録曲のうち、12曲が後にメジャーシーンで活躍した際にリメイクして発売される。

## 収録曲
1. 夜のどん帳[3:01]
（作詞・作曲・歌：柳原幼一郎）
後に7thシングル『リヤカーマン』のカップリング曲としてリメイクされた。この曲から「満月ブギ」までが「でんご」収録曲。
2. おるがん[4:49]
（作詞・作曲・歌：知久寿焼）
後に1stアルバム『さんだる』の収録曲としてリメイクされた。
3. カニバル[2:22]
（作詞・作曲・歌：石川浩司）
後に5thアルバム『そのろく』にはライブ音源が収録された。そのため、スタジオ音源は「でんご」及び本作にしか収録されていない。
4. 満月ブギ[3:21]
（作詞・作曲・歌：柳原幼一郎）
メジャーでのリメイクはされていない。2006年に柳原がWarehouseとコラボした際に、この曲をセルフカバーしており、「Warehouseと柳原」名義のアルバム『LADIES AND GENTLEMEN!』に収録されている。
5. オゾンのダンス[2:46]
（作詞・作曲・歌：柳原幼一郎）
後に1stアルバム『さんだる』の収録曲としてリメイクされた。この曲から「かなしいずぼん」までが『しおしお』収録曲。
6. ロシヤのパン[3:36]
（作詞・作曲・歌：知久寿焼）
後に1stアルバム『さんだる』の収録曲としてリメイクされた。
7. 学校にまにあわない[6:54]
（作詞・歌：石川浩司 / 作曲：たま）
後に1stアルバム『さんだる』の収録曲としてリメイクされたが、アレンジにほぼ変化はない。
8. 方向音痴[3:07]
（作詞・作曲・リードボーカル：知久寿焼）
後に1stアルバム『さんだる』の収録曲としてリメイクされたが、イントロのアコーディオンのフレーズは削られた。
9. 満月小唄[6:37]
（作詞・作曲・歌：柳原幼一郎）
後に3rdアルバム『きゃべつ』の収録曲としてリメイクされた。
10. 待ち合わせ[1:29]
（作詞・作曲・歌：石川浩司）
オリジナルLPではA面とB面に分割されて収録されており、だだし、「しおしお」の裏ジャケにもレコードにも曲名の記載はない。後に石川は「「待ち合わせ」は隠しトラックだった」と語っている。本作では無音を入れて一曲にまとめられている。メジャーデビュー後に3rdシングル『夕暮れ時のさびしさに』のカップリング曲としてリメイクされた時の構成を再現した。なお、メジャーデビュー後はタイトルが「まちあわせ」に表記が変更されている。
11. 夏の前日[4:21]
（作詞・作曲・歌：滝本晃司）
後に4thアルバム『犬の約束』の収録曲としてリメイクされた。こちらではテンポとキーが下げられ、イントロが追加された。
滝本が初めて制作した楽曲。吉田基已の漫画作品『夏の前日』のタイトルは、本作から拝借したもの[1]。
12. 東京パピー[2:37]
（作詞・作曲・歌：石川浩司）
後に6thアルバム『そのろく』の収録曲としてリメイクされた。
13. らんちう[3:51]
（作詞・作曲・歌：知久寿焼）
後にメジャーデビューシングルとしてリメイクされた。曲の途中の語りは柳原が担当。
14. ジャバラの夜[4:29]
（作詞・作曲・歌：柳原幼一郎）
知久、石川、柳原の3人編成だった頃に作られた自主制作カセット「ねこばば」（1994年にCD化）にも収録されている。滝本加入後の4人編成での発表は『しおしお』収録のこのバージョンしかない。インディーズでしか発表されていない楽曲だが、「アルバイト北海道」のCMソングに起用されている。
2005年には柳原がセルフカバーされ、ソロアルバム『ふたたび』に収録された[2]。
15. かなしいずぼん[5:36]
（作詞・作曲・歌：知久寿焼）
後に2ndアルバム『ひるね』の収録曲としてリメイクされた。リード・ボーカルは主に知久によるものだが、途中では柳原がリード・ボーカルを、石川が語りを担当している。
倉知淳の小説作品『日曜の夜は出たくない』の題名は、本作の歌詞から拝借したもの[3]。
16. さよなら人類[5:21]
（作詞・作曲・歌：柳原幼一郎）
後にメジャーデビューシングルとしてリメイクされた。この曲のみたま関連の作品からではなく、オムニバス盤『おまつり ナゴムオムニバスIII』からの収録。期に歌詞が追加される以前のテイク。

## 楽器演奏
- 知久寿焼：ギター、マンドリン、ハーモニカ
- 石川浩司：太鼓、がらくたパーカッション
- 滝本晃司：ベース
- 柳原幼一郎：オルガン、アコーディオン、ピアノ、ギター、ピアニカ、キーボード